# Анчисхаті
Анчисхаті (груз. ანჩისხატი) — церква  Різдва  Діви Марії, найстаріша зі збережених до наших днів церкв у Тбілісі. Вона належить  Грузинській православній церкві і датується VI століттям.

## Історія

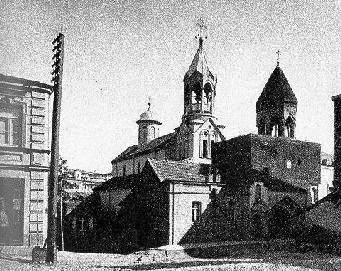
Базиліка Анчисхаті, вид церкви з заходу в 1890 році

Згідно зі старовинними грузинськими  літописами, церква побудована царем  Іберії Дачі Уджармелі (приблизно в 522–534 рр.), який зробив Тбілісі своєю столицею. Спочатку присвячена Різдву Діви Марії, церква отримала другу назву — Анчисхаті (тобто, Анчийська ікона) у 1675 році, на честь перенесеної з  Анчийського кафедрального собору (Тао-Кларджеті) ікони  Спасителя. Таким чином намагалися уберегти від  османського вторгнення старовинну та коштовну ікону, для якої златоковаль Бека Опізарі зробив в XII столітті срібний із золотими вставками оклад. Ікона зберігалася у церкві святої Марії протягом багатьох століть, нині вона знаходиться у Золотому фонді  Державного музею мистецтв Грузії.
Церква руйнувалася та відновлювалася кілька разів з XV по XVII століття через війни Грузії з персами та турками. 
Цегляна дзвіниця поруч з Анчисхаті була побудована католікосом Доменті в 1675 р. Планування церкви було суттєво змінене в 1870-х, коли було додано склепіння. За радянських часів, церква була перероблена на музей виробів кустарного промислу, потім у ній містилася художня майстерня. З 1958 по 1964 рр. були проведені реставраційні роботи (під керівництвом архітектора Р. Гвердцителі), які повернули церкві вигляд XVII століття. В 1989 р. церква знову стала діючою. Хор співчих храму Анчисхаті відомий яскравим виконанням найдавніших грузинських церковних співів.

## Архітектура
Анчисхаті —  тринефна базиліка з апсидами у формі підкови, що вказує на стародавність конструкції. Спочатку вона була побудована з блоків жовтого туфу, під час реставрації 1958–1964 рр. використовувалася цегла. Будівля має виходи на три сторони, але в наші дні використовується тільки західний вихід. Усі ікони датуються XIX століттям, крім запрестольного образа, створеного за наказом католікоса  Ніколоза VI (Амілахварі) в 1683 р.